# 2008年孟買連環恐怖襲擊
2008年孟買連環恐怖襲擊（又称“26/11恐袭（一一二六恐袭）”，因事件始于11月26日加上印度以“日/月”记日期，故名）是於2008年11月26日在印度金融中心孟買發生的連環恐怖襲擊，造成至少166人死亡，308人受伤（不包括襲擊者）。除了一些汽車炸彈襲擊之外，所有的襲擊事件都發生在孟買南區。
11月26日恐怖分子在孟買南區12處不同地點几乎同时展开襲擊，大多是孟買的標誌性建築和旅游勝地。當日晚間10:30，包括印度最繁忙的火車站希瓦吉火车站、兩間五星級酒店（奥布罗伊酒店和泰姬陵酒店）、著名旅游餐廳里奧帕德咖啡館、卡马医院、孟買南區警察總部等多處，分別遭遇了恐怖分子的無差別掃射槍擊、手榴彈爆炸以及就地點名處決等多起襲擊。在兩間酒店和醫院當中，恐怖分子還挾持著超過50名西方人作為人質，他們大多針對來自英國和美國的人士。
其中在贾特拉帕蒂·希瓦吉终点站，多位恐怖份子攻進火車站，投擲手榴彈，並使用AK-47向民眾掃射。 所有孟買的火車運輸被迫暫停。此外，還有天然氣管道和計程車爆炸。
11月27日晚間，印度軍隊對酒店展開攻擊行動，救出了的部份受困者。當晚，泰姬陵酒店已經解除包圍，最後三名武裝分子被擊斃。而印度情報機構認為，襲擊者是從巴基斯坦港口的喀拉蚩，藏匿於船舶經由海路抵達孟買，進行犯案。
11月29日，印度官方宣布恐怖襲擊結束，而軍隊仍持續行動。

## 背景

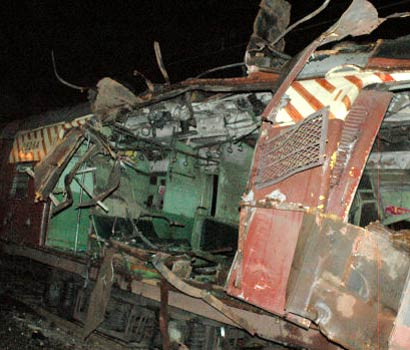
2006年孟买火车连环爆炸案中遭损列车

1993年3月12日，印度孟买发生了为报复巴布里清真寺拆迁的13起连环爆炸案，造成257人死，700人伤。
2002年12月6日，一辆电力车在Ghatkopar车站附近爆炸，造成2人死，28人伤。案发恰逢阿约提亚巴布里清真寺拆迁十周年。
2003年1月27日，孟买维尔·伊佩尔勒车站附近发生自行车炸弹袭击，造成1人死亡，翌日时任印度总理阿塔尔·比哈里·瓦杰帕伊访问孟买。
2003年3月13日，1993年孟买爆炸案10周年翌日，一辆列车在Muland站附近爆炸，造成10人死亡，70人受伤。
2003年7月28日，Ghatkopar车站附近发生电力车爆炸，4人死，32人伤。
2003年8月25日，两枚炸弹在印度南部爆炸，一枚位于印度门，另一枚位于喀巴德维的集市。
2006年7月11日，11分钟内在孟买郊区铁路发生七起爆炸。包括22名外籍人士在内的209人死亡，逾700人受伤。据印度警方透露，爆炸案由虔诚军和伊斯兰学生运动策划。

### 训练
24名（一说26名）学员在克什米尔的穆扎法拉巴德的营地中接受海上战争的恐怖训练，据报道，一部分训练在曼格拉大坝进行。
据印度和美国媒体报道，学员主要接受以下几个阶段的训练：
- 心理操控：灌输伊斯兰主义思想，包括所谓的穆斯林在印度[29]、车臣、巴勒斯坦等地遭受暴行的图像。
- 基本战斗：虔诚军的基本战斗训练及恐怖袭击策划课程Daura Aam。
- 高级训练：在曼塞拉附近进行称为Daura Khaas[29]的高级训练课程，根据美国国防部一位不愿意透漏姓名的官员所述，课程包括在巴军退伍军人监督下展开的进阶武器和爆炸物培训[30]、求生特训和进一步洗脑。
- 突击训练：最后对所选拔的专业突击队开展战术训练，而敢死队则接受为航海前往孟买所做的训练[來源請求]。

执行孟买任务的10名学员被精心挑选，他们亦接受游泳和帆船的培训，及在虔诚军指挥官的监督下熟习使用高端武器和爆炸物。有媒体援引美国一名不愿透露姓名的前国防部官员，美国的情报机构已认定巴基斯坦的陆军和三军情报局前任官员积极主动地协助了训练 ，还给予虔诚军四个袭击目标的建筑设计图。

## 经过
第一波袭击大致发生在11月26日晚上8时，10名恐怖分子搭乘充气艇于戈拉巴上岸。根据当地马拉地语渔民所述，渔民曾询问恐怖分子的身份，招来“多管闲事”的回答，他们随后开始分头行动。渔民随后向警方报案，但警方却沒有反應。

### 贾特拉帕蒂·希瓦吉火車站

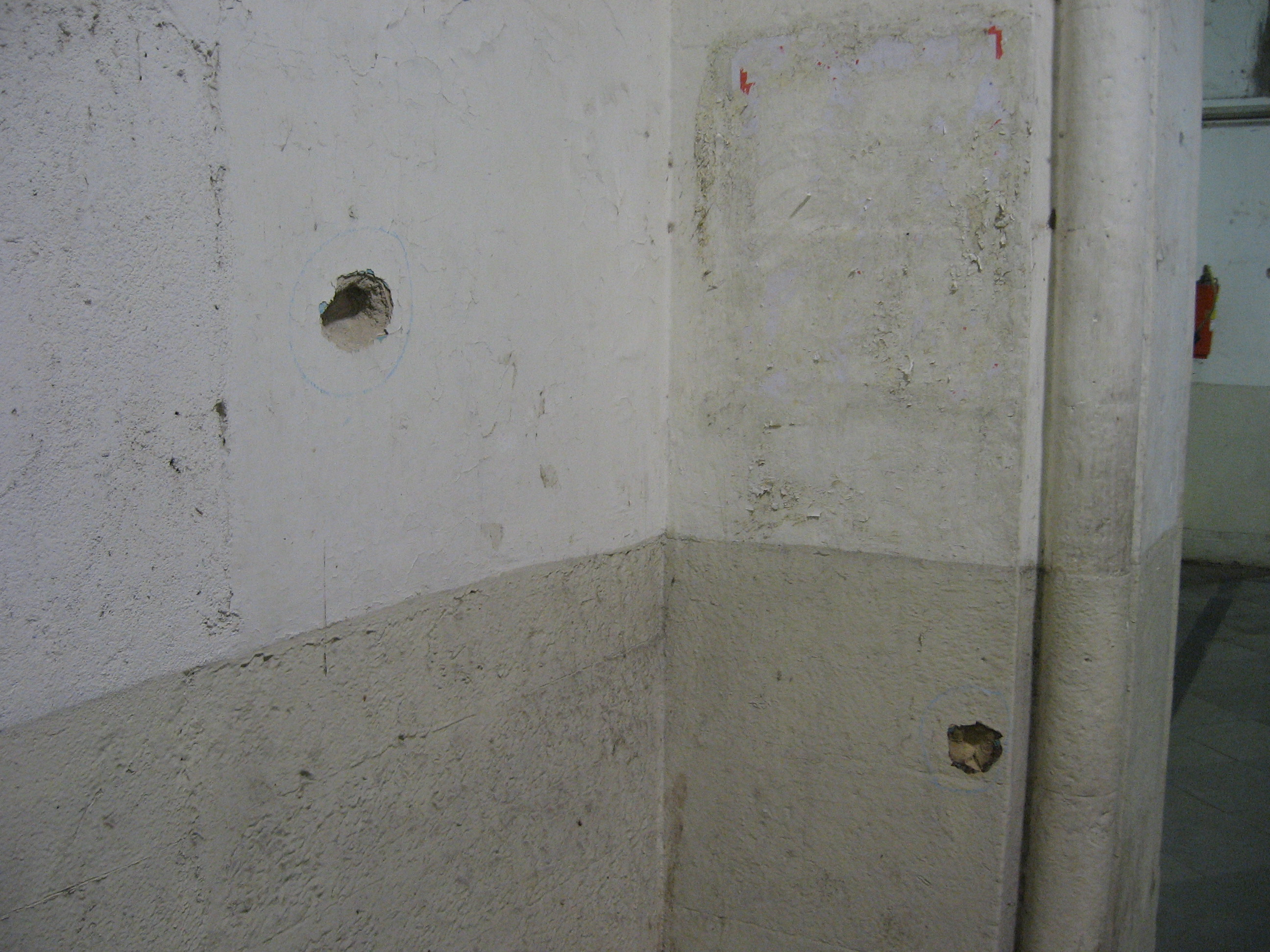
交火现场的弹孔

袭击于晚上9:30开始，穆罕默德·阿吉马·卡萨布與可汗兩人进入贾特拉帕蒂·希瓦吉火車站大厅使用AK-47步枪肆意开枪射击 ，58人死，104人伤，10:45结束袭击。安全部队及紧急救援随后抵达。两名枪手见状旋即逃离现场，沿途向行人和警察开枪，有8名警察被杀。枪手經過一间派出所，里面的警察自知敵不過對方火力而不敢与枪手硬碰硬，選擇关灯和鎖上大门自保。
随后，枪手到達卡玛医院（该医院为妇产科医院），打算殺死那裡的人，但医院的工作人员将所有病房锁上，使枪手没能得逞。由警察局长汉蒙·卡卡瑞带领的孟买反恐队在火车站搜捕枪手卡萨布和可汗不果，離開火車站繼續搜捕，与枪手在医院旁的车道上交火。卡卡瑞及其他三名警察被杀，唯一的幸存者，警察阿伦·贾达夫受重伤。枪手驾驶警车逃逸，後來棄下警車改用另一輛客车。途中，他们遇到一个在贾达夫无线电求救后警方所设置的路障，双方爆发枪战，可汗被击毙，卡萨布受伤後裝死。只有警棍的員警翁伯（Tukaram Omble）衝向車上被卡萨布開五槍殺害，但翁伯死前緊抓卡萨布的武器讓其他員警得以生擒犯人。

### 利奥波德咖啡馆
利奥波德咖啡馆是孟买南部戈拉巴堤道一间著名餐厅，是事件的袭击地点之一。 两名枪手于11月26日晚在该餐厅开火，至少10人遇害，其中包括外籍人士。

### 出租车炸弹袭击
定时炸弹引发两起出租车爆炸事件。第一起爆炸于晚上10:40分发生在维列·伊佩尔勒，车上的司机及一名乘客遇害。第二起爆炸于晚上10:20到10:25间发生在旺地崩德，车上包括司机在内的三人当场身亡，15人受伤。

### 泰姬玛哈酒店和欧贝罗伊三叉戟
泰姬玛哈酒店和欧贝罗伊三叉戟酒店是袭击中的四个针对性地点之二，有六起爆炸发生在泰姬酒店——一起在大堂、一起在三叉戟的餐厅、两起在电梯、三起在餐厅。在泰姬酒店，消防员通过云梯从窗户中救出200名人质。
CNN于2008年11月27日上午报道称，泰姬酒店的人质危机已经解决，并援引马哈拉施特拉邦警察局长的话，称所有人质均已撤离。然而，当天晚些有报道称，两名枪手仍在酒店内胁持人质，其中包括外籍人士。
在袭击期间，快速行动部队、海军突击队和国家安全卫队突击队将两所酒店包围 ，当有报道称枪手可以在酒店内观看电视直播时，酒店的电视信号被切断。 29日上午，安全部队对两所酒店突袭，全部枪手被击毙。国家安全卫队少校桑德皮普·尼克利希纳恩在营救腿部中弹的突击队员苏尼尔·雅达夫时遇害。共有32名人质在欧贝罗伊酒店遇害。 

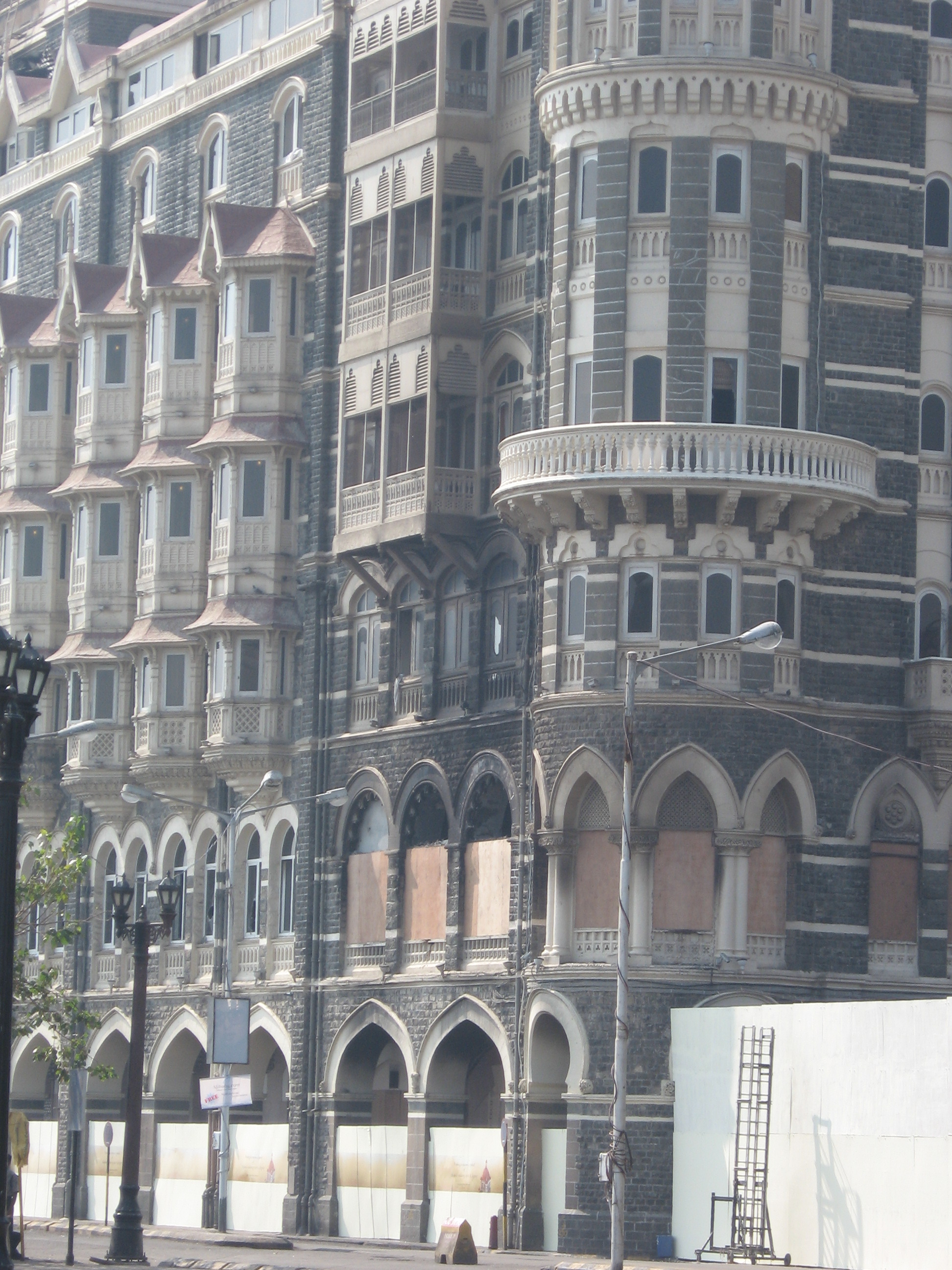
泰姬玛哈酒店一楼的餐厅被完全烧毁

一些欧洲议会国际贸易代表们在泰姬酒店休息时遇到袭击，所幸无人受伤。 英国保守党议员萨贾德·卡里姆和德国社会民主党议员埃里卡·曼恩袭击时躲在酒店的角落里。 另据报道，西班牙议员伊格纳西·瓜亚尔丹斯被困在房间内。 另一位英国保守党议员赛义德·卡莫带着其他议员在袭击不久前，离开酒店前往附近一家餐馆，卡莫称波兰议员简·马希尔在袭击开始前还在房间里大睡，后来还是安全撤离酒店。 瓜亚尔丹斯和卡莫均表示，一名匈牙利议员的助手被杀。 同时卷入袭击中的还有在该酒店入住的西班牙马德里自治区首長埃斯佩兰萨·阿吉雷，而印度议员N.N.克里希纳达斯在酒店的餐厅吃晚饭。

### 纳瑞曼大厦

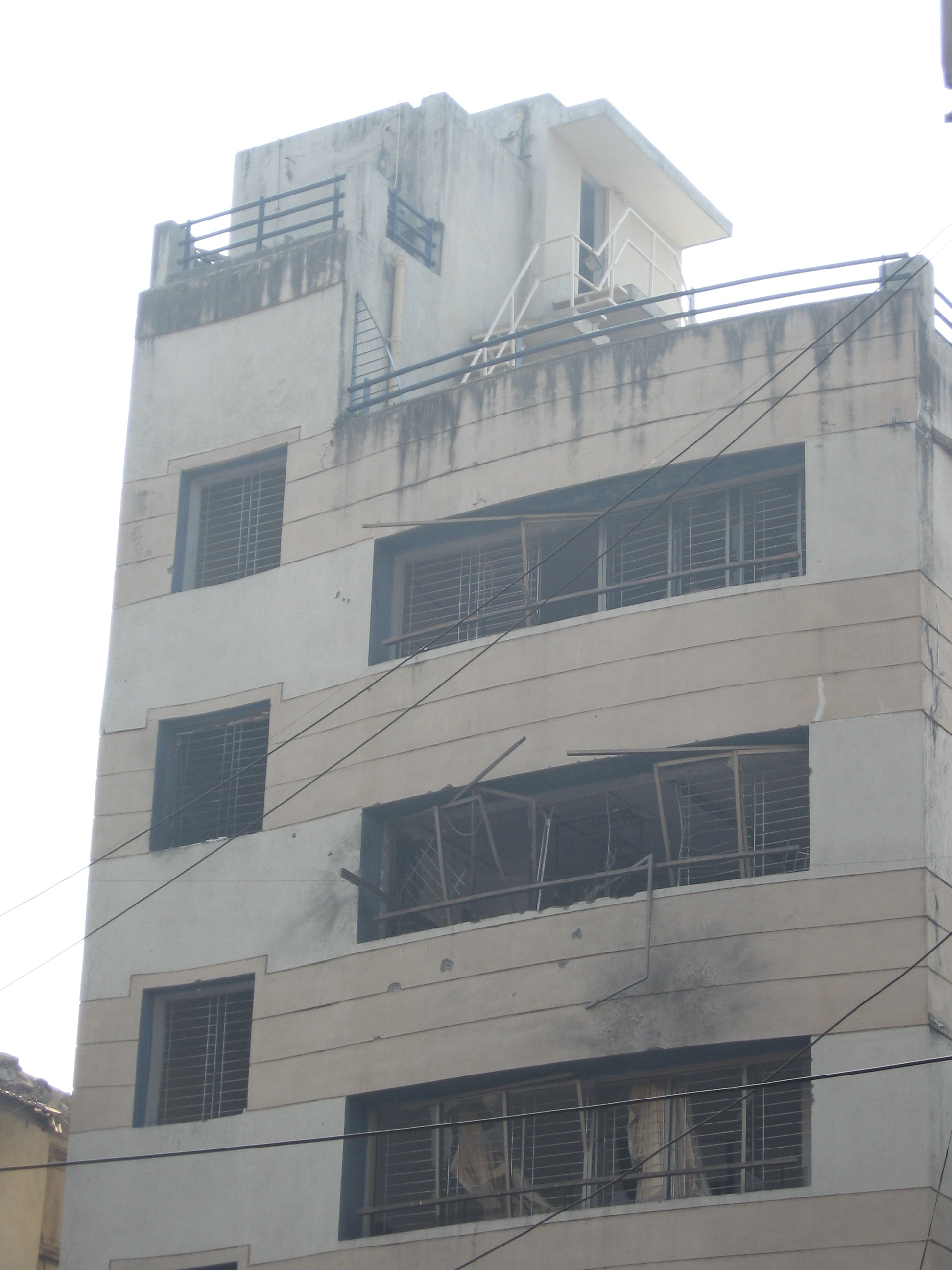
袭击事件后的纳瑞曼大楼

纳瑞曼大厦是戈拉巴区的一座恰巴德·卢巴维特奇犹太人中心，两名枪手冲入挟持居民。 警方立即对临近建筑物进行疏散，与枪手交火，打伤其中一个。当地居民被告知要待在室内，枪手于是向附近的车道投掷手榴弹，并未造成人员伤亡。国家安全卫队从新德里赶到现场，一架海军直升机对现场进行航测，首日从一楼救出9名人质。第二天，国家安全卫队突击队员乘坐直升机在屋顶降落，对建筑进行冲锋，附近的建筑物中亦安插狙击手。 经过漫长的战斗，两名枪手被击毙，其中两位突击队员、一名怀胎六月的孕妇和五位居民被害。
根据印度情报部门截获的无线电信息，身處巴基斯坦的接頭人向襲擊者表示「一個猶太人的性命可抵50個非猶太人的性命」，一些尸体上的傷痕顯示他们可能受到折磨。

### 袭击结束
27日上午，国家安全卫队声称已占领犹太人推广中心纳瑞曼大厦和欧贝罗伊三叉戟酒店，但却错误地认为泰姬酒店內的袭击者已被清剿，士兵已将人质和贵宾带到安全的地方，并处理那些在袭击中遇难者的尸体。然而后来有报道指出，在酒店仍有两到三名袭击者，爆炸声和枪声此起彼伏，一楼还发生了火灾。国家安全卫队在泰姬酒店的最后冲锋于11月29日上午8点结束，击毙三名枪手，恐怖攻擊告終。安全卫队分别从欧贝罗伊和泰姬酒店分别救出250人和300人，纳瑞曼大厦救出60人（共12个家庭）。 此外，警方还在孟买海港马扎冈码头发现一辆装满武器和爆炸物的船只。

## 傷亡情況

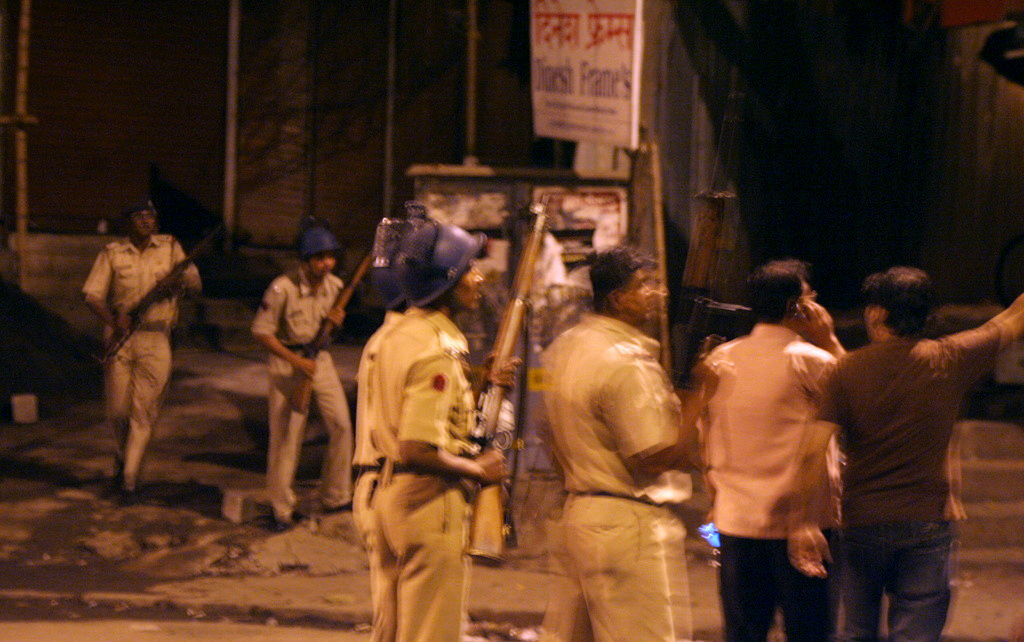
泰姬陵酒店事件當晚的軍隊

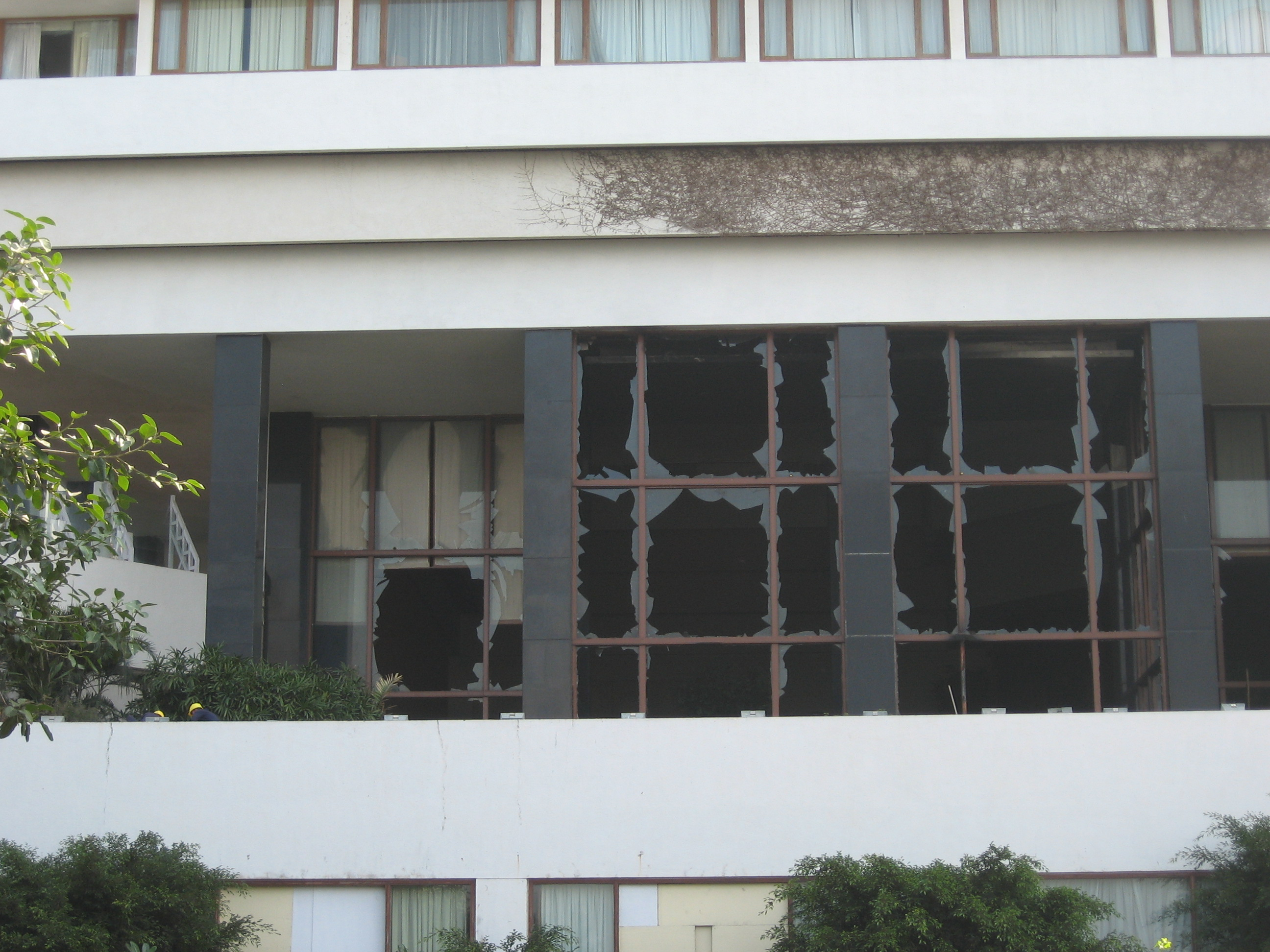
利奧波德咖啡館的損毀

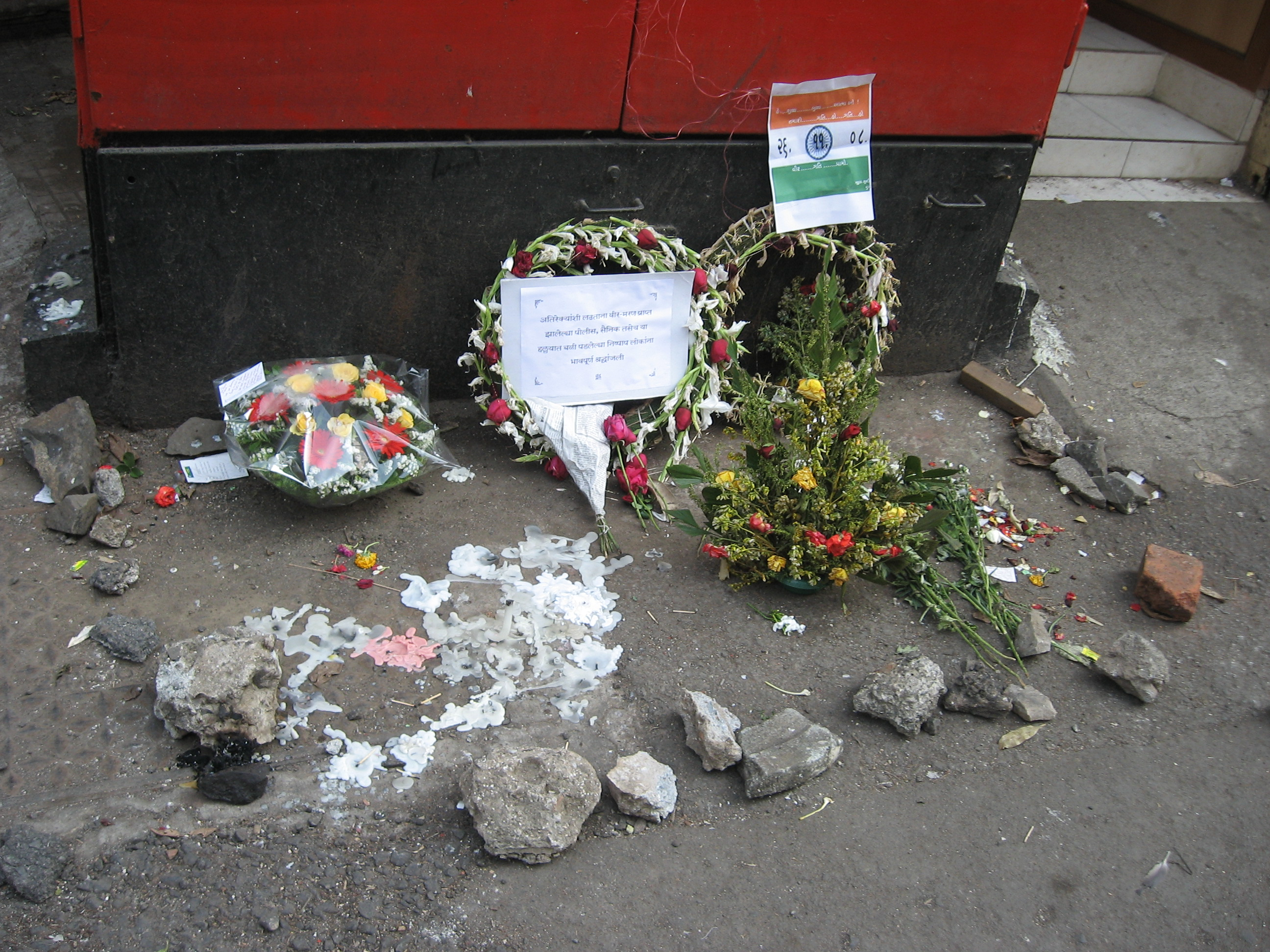
紀念花束

不計襲擊者的所有傷亡人员中，有164名死者和308名伤者。確定160名死者國籍，分布如下：
| 國籍     | 死亡人數 | 受傷人数 |
| -------- | -------- | -------- |
| 澳大利亞 | 4        | 2        |
| 英國     | 1        | 7        |
| 加拿大   | 2        | 2        |
| 法国     | 2        | -        |
| 德國     | 3        | 3        |
| 印度     | 96       | 300+     |
| 義大利   | 1        | -        |
| 日本     | 1        | 1        |
| 新加坡   | 1        | -        |
| 美國     | 5        | 4        |
| 西班牙   | 1        | 1        |
| 约旦     | 1        | -        |
| 泰国     | 1        | -        |
| 阿曼     | -        | 2        |
| 菲律宾   | -        | 1        |
| 中國大陸 | -        | 1        |
| 芬兰     | -        | 1        |
| 挪威     | -        | 1        |

### 善后工作
马哈拉施特拉邦政府宣布将拨款500,000 (US$ 7,765)（8200美元）用于赔偿遇害者家属，50,000 (US$ 776.5) （820美元）用于赔偿给重伤者亲属。2009年8月，印度酒店公司及欧贝罗伊集团获得用于理赔支付款部分的2800万美元，款项来自印度的通用保险公司。

## 世界反應

### 國際組織
- - 聯合國秘書長潘基文的發言人聲明：「秘書長譴責今天在孟買發生的爆炸和槍擊事件，其中造成了許多人員的死傷。這種暴力行為是完全不能被接受的。祕書長重申，他堅信，沒有任何原因與理由可以支持對於平民不分青紅皂白的屠殺。他呼籲將肇事者迅速繩之以法。祕書長對於死傷者的家屬寄予最深切的同情，並表示他對於印度政府與人民的聲援。」[84]

- - 东南亚国家联盟对本次袭击事件强烈谴责，并以「愚蠢、无知、自私」等词形容袭击者。

- 歐洲聯盟以及 法國 - 尼古拉·薩科齊，法國總統兼歐盟輪值主席，強烈譴責恐怖襲擊事件。[85]

- 北大西洋公約組織（NATO）- 秘書長夏侯雅伯說：「我以最強烈的措詞譴責對孟買盲目與不分青紅皂白的恐怖襲擊。攻擊無辜的人民、遊客和醫院裡的病人是卑鄙且懦弱的。代表本組織，我誠摯地向印度當局、印度人民致以支持及聲援，特別是受害者家屬。北大西洋公約組織，身為國際社會的一員，決心在21世紀不遺餘力地繼續打擊尚未發生的恐怖襲擊禍害。」[86]

### 主權國家
- - 總理陸克文說，澳洲毫無保留地強烈譴責恐怖攻擊。[87]
- 加拿大 - 外交部長劳伦斯·坎农的官方說明：「加拿大強烈譴責孟買的野蠻恐怖襲擊，迄今已造成數以百計無辜平民死亡......這些懦弱的攻擊才是真正的可怕。」[88]
- 中华人民共和国 - 中華人民共和國強烈譴責發生在印度孟買的襲擊。中華人民共和國外交部發言人秦剛在新聞發布會上表示，中國人民對死難者致上深沉的哀悼。[87]
- 賽普勒斯 - 外交部在一份聲明中表示：「代表政府和塞浦路斯人民對印度政府致以最誠摯和深切的慰問與同情，印度人民和受難者家屬，在這段困難時期，」聲明說，「塞浦路斯共和國表示對於印度政府消除鬥爭國際恐怖主義的聲援和支持，並指出今後必須更積極的參與國際社會打擊恐怖主義的行動。」[89]
- 德国 - 總理默克尔向印度致信：「我十分震驚地得知了發生在貴國的恐怖襲擊，以及許多死者的可悲命運。我特別對於有人被劫持為人質而感到局勢的可怕。德意志聯邦共和國強烈譴責這些犯罪行為。我謹此表達對於貴國與貴國人民的最深切同情。在這困難的時刻我們深深关切受害者和他們的親人，我衷心希望所有傷者迅速康复。」[86]
- 日本 - 首相麻生太郎說攻擊是完全不可原諒的，邪惡和罪惡的。[87]
- 科威特 - 政府當局「強烈譴責」恐怖襲擊。[86]
- 印度 - 在一個電視講話，印度總理曼莫汉·辛格聲稱印度將會追蹤個人與組織背景的恐怖襲擊，其中「具有外國聯繫的精心策劃」[90] 此外，他還說：「襲擊經過非常周密和精心的策劃，具海外背景，選擇高知名度的目標和濫殺無辜的外國人旨在創造一種恐慌」辛格在電視講話向全國說。[86]
- 印度尼西亞 - 「印尼政府強烈譴責恐怖分子襲擊印度孟買，以恐怖襲擊的殘忍和不人道的行為，」外交部在一份聲明中說。「印尼政府對於印度政府和受害者連同他們的家屬表示最深切的哀悼，並希望肇事者可以迅速地被逮捕和被繩之以法。」[91]
- 義大利 - 總統喬治·納波利塔諾關切如下的事件，關注且憂慮其中義大利人受到的牽連。[92] 外交部長佛朗哥·弗拉蒂尼譴責襲擊，並確定它們是「野蠻」「毫無道理的」。[93]
- 以色列 - 外交部長兼代理總理齐皮·利夫尼說：「我譴責仍然不斷在孟買發生的恐怖襲擊事件，這又是關於恐怖主義是主要挑戰的一個痛苦證詞，以色列和國際社會正在處理。」[86]
- 马来西亚 - 外交部發表的一份聲明稿稱：「馬來西亞政府強烈譴責，可怕的恐怖主義襲擊了孟買核心的一些重大的公共場所。我們希望，犯下這些令人髮指和卑鄙的罪行者能將迅速繩之以法。」[94]
- 菲律賓 - 菲律賓政府通過副發言人安東尼戈萊，譴責襲擊孟買，在新聞聲明中，他說：「菲律宾谴责这起极不人道的恐怖袭击，我们将与全印度人民以及世界联合起来，在最短的时间内制定打击恐怖主义的计划。」[95]
- 俄羅斯 - 總統德米特里·梅德韦杰夫說：“我们非常关注这次了造成人员伤亡的袭击，类似孟买发生的恐怖袭击事件向全人类和现存世界秩序发出了挑战。”[96]
- 南非 - 南非政府发言人说：“南非政府对这起造成重大伤亡的恐怖袭击事件中被袭击的印度政府及印度人民表示深切同情。”[86]
- 新加坡 - 新加坡外交部說，該國強烈譴責襲擊事件，並對受害者與他們的家庭、印度政府與人民轉達最深切的慰問。它說，孟買襲擊突出了我們在今天共同面臨的恐怖主義威脅，新加坡堅決支持印度政府在打擊恐怖主義的鬥爭。[97]
- 英国 - 英國首相戈登·布朗譴責襲擊，聲稱：“今天在孟买的袭击夺取了许多无辜的生命，这个事件再一次提醒我们暴力激进组织的给我们带来的威胁。我毫无保留的谴责这些袭击。对死者和伤者的家人和朋友表示慰问。英国和印度必将继续联合起来打击恐怖分子的所作所为。”外交大臣大卫·米利班德同样对袭击事件予以谴责。
- 美国 - 美國國務院立即譴責襲擊事件，聲明說，迄今沒有美軍傷亡的報告。[98] 发言人罗伯特·伍德表示：“我们强烈谴责这次发生在印度孟买的恐怖袭击。我们对事件的遇难者和伤员的亲人和朋友，以及孟买民众表示哀悼和同情。我们正在密切关注事态的发展，并随时准备协助印度共同对付这次骇人听闻的连环恐怖袭击事件。”[99] 白宫发言人托尼·弗拉托同样谴责了此次袭击。[100]
- 梵蒂冈 – 本篤十六世譴責發生在孟買的「野蠻襲擊」。[101]

## 后续
有时事件被称为“26/11”，格式类似于美国的九一一恐怖袭击、西班牙马德里三一一连环爆炸案和英国伦敦七七爆炸案。马哈拉施特拉邦政府任命的普拉丹调查委员会，在事件发生超过一年后，向立法议会提交一份报告。报告指出，“战争般”的袭击超出了任何警力的回应能力，但也表明危机期间，孟买警察局长哈桑·盖弗洛的指挥不力。
马哈拉施特拉邦政府计划购买36艘快艇和一批直升机，用于巡逻沿海地区，还计划创建名为“第一军”的反恐军队，升级孟买警方目前所拥有的全部武器装备。总理曼莫汉·辛格在全党会议上宣布加强反恐怖主义战斗的法律框架，成立类似于联邦调查局的联合反恐情报调查机构，协调反恐行动。政府用2008年还用《防止非法活动法》加强了反恐法，成立联邦国家调查机构。
袭击使得印度与巴基斯坦缓慢复苏的关系进一步紧张。时任印度外长、现任印度总统普拉纳布·穆克吉宣布，印度可能沉湎于巴基斯坦反恐阵营保障领土完整的军事打击中。美国与两国的关系、由美国为首的北约在阿富汗的战争和全球反恐战争也会带来后遗症。美国联邦调查局局长罗伯特·米勒盛赞美印情报部门携手遏制孟买恐怖袭击的苗头。然而，国际刑警组织秘书长罗纳德·诺布尔表示，印度情报机构并没有跟他们分享任何信息。
时任内政部长奇丹巴拉姆提出要建立新的国家反恐中心，作为收集、整理、汇总、整合、分析、协调和报告所有消息，并发送给各情报部门、州警察部门和其他部委及其部门的办公室。

### 军方行动
由於印度認為襲擊與巴基斯坦政府有關，巴基斯坦担心印度政府可能会计划发动针对巴基斯坦领土的攻击，遂派遣军队前往印度边境。经过数日的会谈，巴基斯坦政府决定让军队驶离边境。

### 各方回应

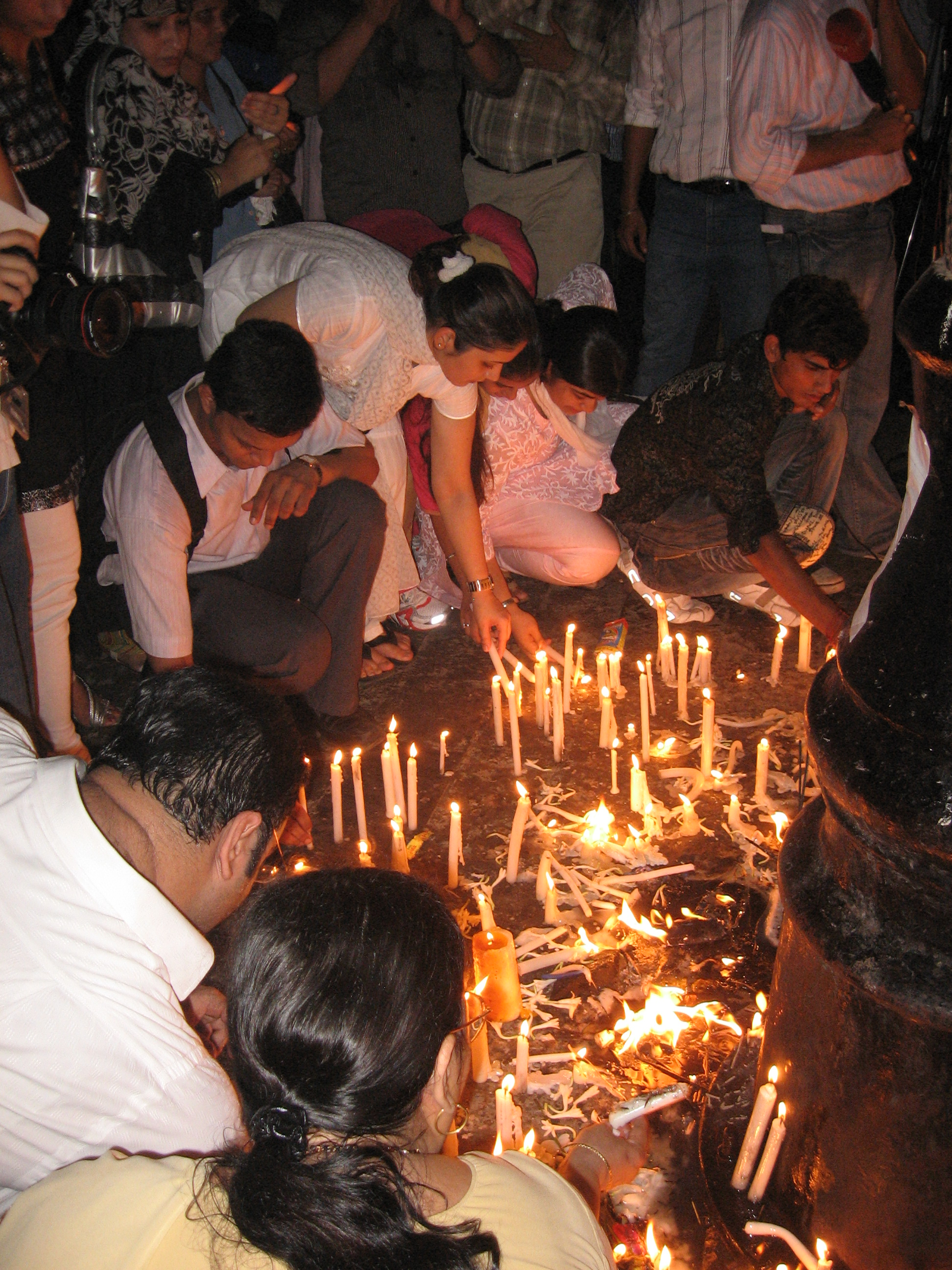
印度门的烛光守夜仪式。

印度民众批评领导人无能，处置不力。《印度时报》头版评论“我们政客的诡计造成无辜者的死伤”。孟买和国家领导层纷纷辞职或洗牌，印度内政部长希夫拉杰·帕蒂尔、首席部长维拉斯劳·德什穆克和副首席部长R·R·帕蒂尔等人引咎辞职。其中，帕蒂尔事后带前妻的儿子、宝莱坞导演兰姆·戈帕尔·瓦尔玛参观受损的泰姬陵酒店，之后表示这么大的城市发生袭击不算大事，引起民愤。宝莱坞演员阿米尔·汗等著名穆斯林名人呼吁他们的社群在12月9日的古尔邦节进行哀悼。商界也积极响应，改变交通方式，请求增加国防能力。事件亦在全国范围内触发大量市民运动，例如今日印度集团的“反恐战争”运动。全国民众自发举行守夜活动，用蜡烛和招贴画寄托对死难者的哀思。总部在德里的国家安全卫队指挥官因花费10小时向三处事发地点出兵而遭到批评。

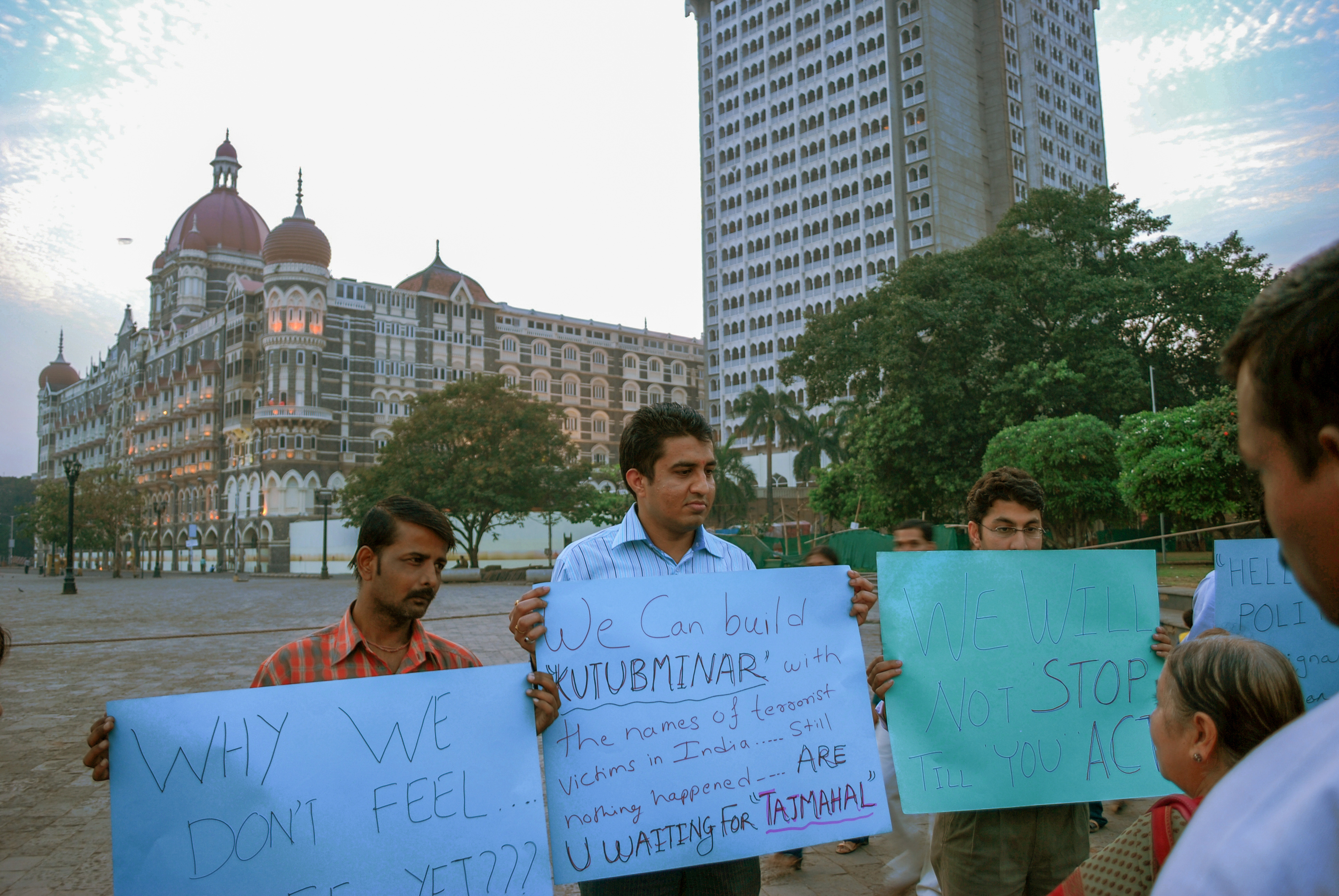
市民聚集在泰姬陵酒店外，要求政府采取行动。

国际反应十分广泛，许多国家和国际组织谴责袭击，并向受害的市民表示哀悼。其他国家的名人也谴责了袭击。媒体报道强调Twitter和Flickr等社交媒体和互联网社交网络工具在传播袭击资讯时发挥了重要作用。此外，许多印度博客也实况文字直播了袭击。网络记者借助Google地图建立了袭击地图。2009年7月，《纽约时报》形容事件“可能是纪录最完善的恐怖袭击”。
2010年11月，受害美国人的家属在纽约布鲁克林起诉三军情报局中将艾哈迈德·舒贾·帕夏在孟买袭击案中是共犯。2011年9月22日，美国驻阿富汗大使馆遭袭击，引发事件的巴基斯坦人手机通话录音和孟买袭击案中的如出一辙。

## 归因
孟买恐怖袭击在巴基斯坦境内的虔诚军武装分子策划，有十名年轻的武装男子被送至孟买，通过手机和IP电话与巴基斯坦官方进行联络。
2009年7月，巴基斯坦当局证实恐怖袭击是由卡拉奇和特达的虔诚军策划并提供援助的。 2009年11月，巴基斯坦当局证实曾有七名男子在袭击前被逮捕。

孟买警方起初确定37名嫌疑人，包括两名涉嫌参与密谋的的军官，除了他们以外，其他嫌疑人只能通过巴基斯坦别名来辨认身份。 2009年10月，另外两名嫌疑人在美国被捕，他们涉嫌策划孟买恐怖袭击。其中一名叫大卫·黑德利的巴基斯坦裔美国人曾在袭击前多次前往孟买，为凶手搜集影片和GPS资料。
2011年4月，美国向涉嫌参与袭击的四名巴基斯坦男子发出逮捕令，他们被认为是虔诚军成员，负责帮助策划和培训袭击者。

### 与巴方的交涉
巴基斯坦起初否认要为事件负责，而归咎于在孟加拉国和印度的阴谋者。 印度为此予以反驳 ，声称相关的证据已在第一时间搜集
。最终在2009年1月7日，当局承认卡萨布为巴基斯坦人，他还策划了另外三起针对巴基斯坦人的案件。
印度向巴基斯坦及其他国家提供了审讯记录、武器和袭击过程中通话录音等证据，另据印度官员透露，此次袭击极为复杂使得疑犯必须得到政府部门的官方支持，这一猜测被巴基斯坦否认。
迫于美国和联合国的压力，巴基斯坦逮捕数名虔诚军成员，将组织者软禁在家并在几天后被释放。时隔一年，孟买警方抱怨巴基斯坦当局不配合案件的侦查。与此同时，巴基斯坦记者透露，当地安全机构阻止他们采访卡萨布的家乡的人。内政部长奇丹·巴拉姆表示，巴基斯坦当局没有共享关于美国怀疑黑德利和拉纳的任何信息，但联邦调查局的侦查已先人一步。
印度发表了一份关于审问于2010年10月被释放的大卫·黑德利的情报，报告声称，巴基斯坦情报机构三军情报局（ISI）为袭击前在孟买的侦查提供资金支持 。据黑德利所述，虔诚军的军事统帅扎基·乌尔·拉赫曼·拉赫维频繁与ISI联系，宣称虔诚军的每一次大行动都在与ISI密切配合中大功告成。

### 事件调查

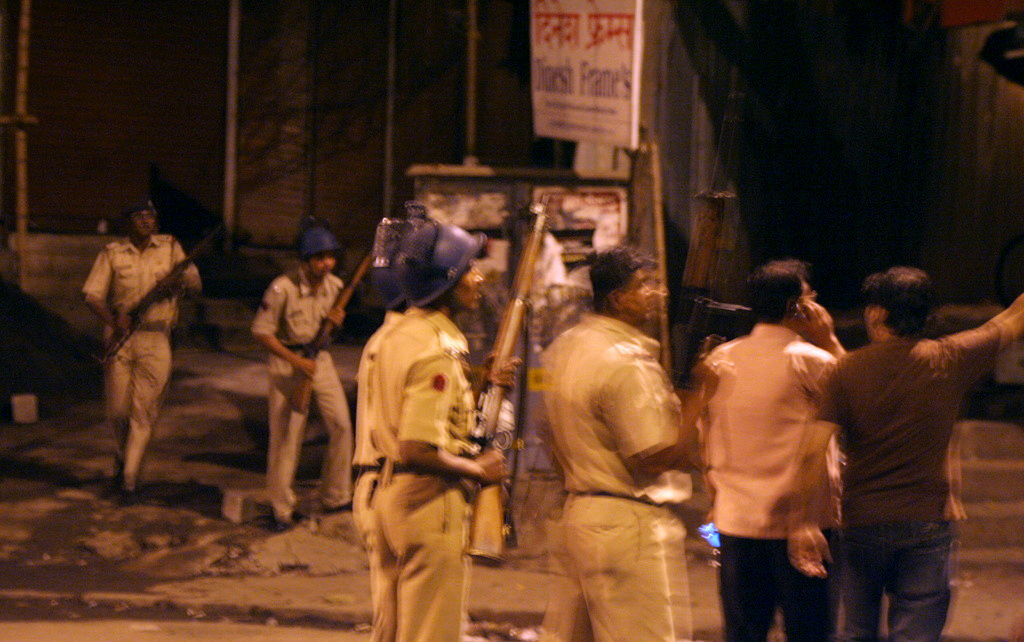
警方在克劳巴码头外围布防

根据调查，袭击者从巴基斯坦卡拉奇乘船出发，途径阿拉伯海时胁持了名为"Kuber"的印度拖网渔船，他们杀害船上四名船员后，胁迫船长航行至孟买。在谋杀船长后，袭击者乘坐随船的橡皮艇上岸。此前，Kuber号船长阿马尔·辛格·索兰奇因在巴基斯坦海域非法捕鱼在当地被囚禁六个月，而袭击者在登上前往孟买的小船前，在虔诚军卡拉奇附近的齐萨巴德的安全屋受训。
大卫·黑德利是虔诚军的成员，曾在2002年到2009年间为组织频繁往返于各地。黑德利在组织里接受轻武器和反追踪训练，设立可供内部联系的网络，担任为袭击物色目标的首席侦查员。根据印度当局审讯黑德利的证词，黑德利涉嫌在2006年现金贿赂ISI官员巴克维尔上校，使到上校特地为袭击提供通信，并监视泰姬玛哈酒店模型从而让枪手得知目标方位。一位美国官员表示，黑德利还帮助ISI招募监视印度军队动态的密探。黑德利也是美国毒品管制局的线人，其妻子曾向美国官员警告称其丈夫参与了虔诚军并密谋袭击，泰姬马哈酒店是目标之一。
美国官员认为，ISI人员官员曾向虔诚军武装人员提供支持。
在2012年6月被捕的萨比尤丁安·安萨里（化名阿布·哈姆扎）进一步明确了袭击的密谋。根据安萨里所述，袭击早在2006年被计划，印度青年将为袭击卖命。然而组织藏在奥兰加巴德用于储存AK-47和旋风炸药的仓库在2006年被发现，导致袭击破产。随后哈姆扎跟着虔诚军首领逃到巴基斯坦，物色用于袭击的巴基斯坦青年。2007年9月，十位袭击者出炉。2008年9月，这些袭击者试图从卡拉奇驶向孟买，由于遭遇波涛汹涌的水域被迫返航，最终在2008年11月进行第二次尝试并成功。大卫·黑德利透露三名巴基斯坦军官策划并实施袭击在审讯安萨里时得到证实。安萨里被捕后，巴基斯坦外交部表示，他们已收到有40名印度人涉及袭击的訊息。

### 袭击手法
袭击者在袭击几个月前得知可以在安全部队离开时隐藏和出现的一些地点，卡萨布告诉警方，组织得到了孟买居民的帮助 。攻击者至少使用3张在印度-孟加拉国边境购买的SIM卡，其中有一张在美国新泽西州购得。印度警方透露曾在2008年2月被捕的虔诚军印度籍密探法希姆·安萨里已为11月的袭击物色好目标，随后又逮捕了两名印度籍嫌疑人——来自喀什米尔斯利那加的米谢赫达尔·艾哈迈德和加尔各答人陶西夫·拉赫曼，他们为袭击者提供了分别购于加尔各答和新德里的SIM卡。
由中国北方工业公司制造的86型手榴弹在袭击中被使用。
血液检验表明，袭击者在袭击期间曾服用可卡因和迷幻药，以维持体力、保持长达50小时的亢奋，警方更在袭击现场找到了注射器。亦有迹象表明，他们还使用了类固醇。据幸存的袭击者透露，他们使用谷歌地球获悉了袭击的目标建筑物的方位。
十名枪手，九名被击毙，仅有一名被抓获。据目击者报告，袭击者多二十岁出头，身穿黑色T桖和牛仔裤，始终面带微笑，看起来对射杀平民津津乐道。
最初有袭击者为英国人的报道，但印度政府表示没有证据证明这一点。同样，早期报告声称有十二名枪手也未经证实。
12月9日，十名袭击者的身份和籍贯被孟买警方证实，分别为：来自Faridkot的阿杰马勒·阿米尔、来自德拉·伊斯·梅尔汗的阿布·伊斯梅尔·德拉·伊斯·梅尔汗、来自木尔坦的哈菲兹·艾尔沙德和巴布尔·依木兰、来自Okara的贾伟德、来自那劳瓦的韶艾博、来自费萨拉巴德的纳兹赫、来自阿里沃尔拉的阿卜杜勒·拉赫曼、来自德帕珀的法赫·德乌拉、来自西北边境省的德拉·伊斯梅尔·汗，其余的则在巴基斯坦旁遮普省。
2010年4月6日，包括孟买在内的马哈拉施特拉邦内政部长通知巴大使馆，九名袭击者尸体已于2010年1月在一处秘密地点安葬。在全市的穆斯林神职人员拒绝土葬袭击者后，尸体曾一度安放在孟买医院的太平间。

### 逮捕过程
阿吉马·卡萨布是唯一一位被警方活捉的袭击者，他向孟买警方供述了袭击者的准备工作、路程和活动。
2009年2月12日，巴基斯坦内政部长拉赫曼·马利克表示，巴基斯坦籍的贾伟德·伊科巴勒因在西班牙为孟买的袭击者购买VoIP电话，曾协助转移用于袭击的资金而被逮捕。另有两名叫汗和里亚玆（全名未公布）的男子亦被逮捕。两名巴基斯坦人在意大利布雷西亚（米兰东部）被逮捕，2009年11月21日被指提供袭击的后勤支持，利用虚假身份证向网上账号转移超过200美元。去年的打击过后，国际刑警组织向他们发出了红色通缉令。
2009年10月，两名芝加哥人大卫·科尔曼·黑德利和塔哈乌尔·侯赛因·拉纳，因涉嫌参与境外“恐怖主义活动”被联邦调查局逮捕。黑德利据称是美籍犹太人，被认为与总部设在孟加拉国的伊斯兰激进团体有联系。2010年3月18日，黑德利承认数十项指控罪名，从而免于受审。
2009年12月，美国联邦调查局指控巴基斯坦军队的少校阿卜杜勒·拉赫曼·赛义德·哈希姆与黑德利共同谋划袭击案。
2010年1月15日，印度分析与调查局特工在一次成功的收网行动中，抓获11月26日袭击案的策划者之一谢赫·阿卜杜勒·瓦加，他是孟加拉伊斯兰圣战运动印度分支的作战部长，印度最高悬赏的嫌犯。特工经由科伦坡、斯里兰卡，把他引渡到印度的海德拉巴正式被捕。
2012年6月25日，新德里警方逮捕了化名阿布·哈姆扎的扎比尤丁·安萨里，他是袭击新德里英迪拉·甘地国际机场的主要犯罪嫌疑人之一。他的落网被吹捧为是自卡萨布被捕后，案件最为显著的进展。安全部门已经跟了他三年。安萨里是虔诚军的极端主义者，是10名袭击者的印地文老师，负有2008年孟买袭击案的责任。被捕后，安萨里在印度当局对各位沙特情报官员的请求下，被引渡到印度被捕。安萨里被捕后，调查显示他在2009年据称在前立法会议员、马哈拉施特拉邦政府首长法乌兹亚·汗的老立法者旅馆房间里呆了一天。但是首长否认他跟安萨里有任何联系。内政部长奇丹巴拉姆断言，安萨里在巴基斯坦有安全屋，出现在控制室中，没有国家的支持无法行动。安萨里的审讯进一步透露，沙基德·米尔和一名巴基斯坦陆军少校大约两个星期前用假名访问了印度，冒充板球观众调查德里和孟买的目标。

## 審訊
卡萨布的审讯因法律问题推迟，印度许多律师不愿意代表他出庭。孟买律师协会（Mumbai Bar Association）通过决定宣告其成员均不代表卡萨布。然而，印度司法部长表示为了审判公正，卡萨布需要律师。最终，卡萨布的律师被找到，但因利益冲突遭更换。2009年2月25日，印度调查人员提交多达11000页的诉状，正式起诉卡萨布犯有谋杀、串谋并发动针对印度的战争等罪名。
2009年5月6日，卡萨布的审讯开始。最初他请求无罪释放，但后来于2009年7月20日承认犯罪。他就袭击案道歉，表示就他犯下的罪行，值得判他死罪，后来又撤回这些言论，声称警方为了迫使他认罪，对他严刑拷打，他在沙滩上漫步时被逮捕。法庭接受了他的上诉，但由于他的认罪书支支吾吾，法官不予撤销86项罪名中的众多项，审判仍需继续。
2010年5月3日，卡萨布的86项指控全部定罪。据发现，他直接谋害七人，在三天的恐怖围攻中故意杀害164人，挑起反对印度的战争，引起恐慌，蓄意杀害两名高级警官。5月6日，他被判处绞刑。然而，他就他的刑罚向高级法院上诉。2011年2月21日，孟买高级法院维持卡萨布的死刑，撤回他的上诉。
2012年8月29日，印度最高法院维持了卡萨布的死刑。法庭认为：“除了判处死刑，我们不会留有余地。卡萨布犯下的各类罪行是向印度政府挑起战争。”经过为期10个星期的上诉听证，裁决由法官阿夫塔卜·阿拉姆（Aftab Alam）领导的二人最高法院专责小组决定生效。专责小组否认卡萨布没有得到自由公正审判的说法。
卡萨布向印度总统提交了请求恕罪信，但于11月5日遭驳回。2012年11月21日早上7点30分，卡萨布在浦那耶尔沃达（Yerwada）绞死，行动代号“X”。伊斯兰堡的印度特遣团以书信通知巴基斯坦政府卡萨布的绞刑，巴方拒收信件，用传真寄回。卡萨布在巴基斯坦的家人派信使递交他遭绞刑的新闻。

## 影視改編

### 電視劇
2009年無綫電視劇集《富貴門》第16-17集以此恐怖襲擊作為藍本改編，劇中主角卓一元（呂良偉飾）在孟買一酒店簽訂收購合約事宜後遇險。

## 相關
- 穆罕默德·阿吉马·卡萨布
- 2006年孟买火车连环爆炸案
- 2011年孟买连环爆炸案
- 孟買酒店，2018年電影

## 外部連結
- CNN-IBN聯合專題直播（页面存档备份，存于）
- CST火車站遇襲照片（页面存档备份，存于）
- 圖片集（页面存档备份，存于）（BBC）
- 中文媒體專題報道：網易（页面存档备份，存于）、新浪（页面存档备份，存于）、騰訊（页面存档备份，存于）、搜狐（页面存档备份，存于）、鳳凰（页面存档备份，存于）
- 香港政府新聞網：港府發出有關前往印度的旅遊忠告 2008年11月27日（页面存档备份，存于）, 2008年11月27日（下午五時）（页面存档备份，存于）, 2008年11月28日（页面存档备份，存于）, 2008年11月28日（續）（页面存档备份，存于）, 2008年11月28日（下午五時）（页面存档备份，存于）, 2008年11月29日（页面存档备份，存于）, 2008年11月30日（页面存档备份，存于）